# W-3 (航空機)
 W-3ソクウ／W-3 Sokół
ポーランド陸軍のW-3Wソクウ
- 用途：汎用
- 分類：中型ヘリコプター
- 製造者： PZL-シフィドニク
- 運用者：
  - ポーランド軍（陸軍、海軍、空軍）
  - チェコ空軍
  - ミャンマー空軍
- 初飛行：1979年11月16日
- 運用開始：1985年
- 運用状況：現役

W-3ソクウ（ポーランド語: W-3 Sokół ヴェー・チュシー・ソークウ）は、ポーランドのPZLで設計・製造された双発エンジン式の汎用ヘリコプターである。愛称の「ソクウ」はポーランド語で「ハヤブサ」のこと。日本語では「ソコル」と書かれる場合もある。

## 開発

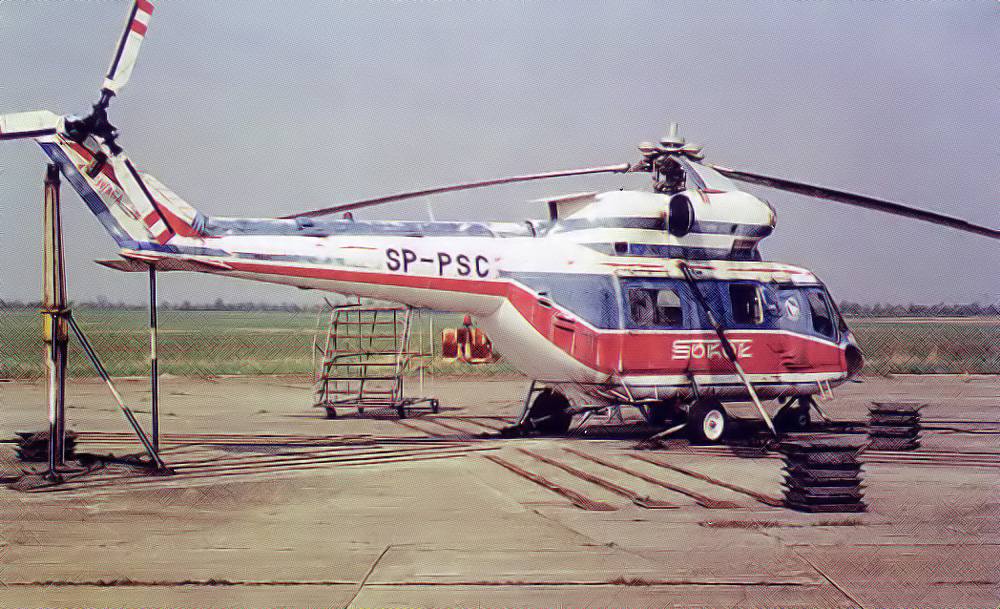
試作4号機

W-3ソクウは、ポーランドのPZL-シフィドニクが独自に設計した中型ヘリコプターである。設計は1973年に開始された。1979年11月16日に試作1号機が初飛行し、1985年から量産が開始された。
W-3は3枚翼のテールローターと4枚翼のメインローターを有し、降着装置は前輪と2つの主輪を備えている。
ポーランドは自国の陸海空三軍が保有運用している旧ソ連製（ポーランドでライセンス生産された機体を含む）ヘリコプターの一部をこのW-3の派生型に更新すると共に軍民問わず輸出にも力を入れている。

## 主な派生型

### 民間向け
W-3ソクウ
民間向け汎用型の基本型
W-3Aソクウ
アメリカ連邦航空局のFAR-29証明を受けた型
W-3ASソクウ
W-3の機体をW-3A仕様に変更した型
W-3A2ソクウ
2軸式のSmith SN 350自動操縦装置を搭載した型。
W-3AMソクウ
フロートを装着した型

### 軍用型
W-3Tソクウ
非武装の輸送型で、ポーランド以外にもチェコ、ミャンマーで使用されている。
W-3Pソクウ
ポーランド海軍の軍用人員輸送型
W-3Sソクウ
ポーランド空軍のVIP輸送機型
W-3Wソクウ
ポーランド陸軍仕様の攻撃型。機体に2連装23 mm GSz-23Ł機関砲を固定装備し、4つのパイロンを有する。
W-3WAソクウ
W-3Wと基本的には変わらないが、W-3Aの機体を使用している。ポーランド陸軍で運用されている。
W-3Rソクウ
ポーランド空軍及びチェコ空軍で運用されている、救急ヘリコプター仕様
W-3RLソクウ
ポーランド空軍の地上用捜索救難型
W-3RMアナコンダ（Anakonda）
ポーランド海軍の洋上捜索救難型
W-3WARMアナコンダ（Anakonda）
W-3A仕様の機体を使用する、ポーランド海軍向け洋上捜索救難型
W-3PSOT / W-3PPDギプスフカ（Gipsówka）
W-3PPDは空中指揮機仕様(PPDは" Powietrzny Punkt Dowodzenia" - "Airborne Command Post"の略称)であり、2006年に、新型のデジタル戦場指揮統制システム（砲兵隊への目標指示が可能なトパス火器管制装置を装備したW-3PSOT（Powietrzne Stanowisko Obserwacji Terenu：Airborne Observation Postの略称)これらの派生型は、W-3Wと同様に4つのパイロンを有しているが、固定式機関砲は撤去されている。ポーランド陸軍にのみ配備。
W-3RRプロツィヨン（Procjon）
ポーランド陸軍の電子偵察機仕様。

## 採用国
軍隊
- ポーランド

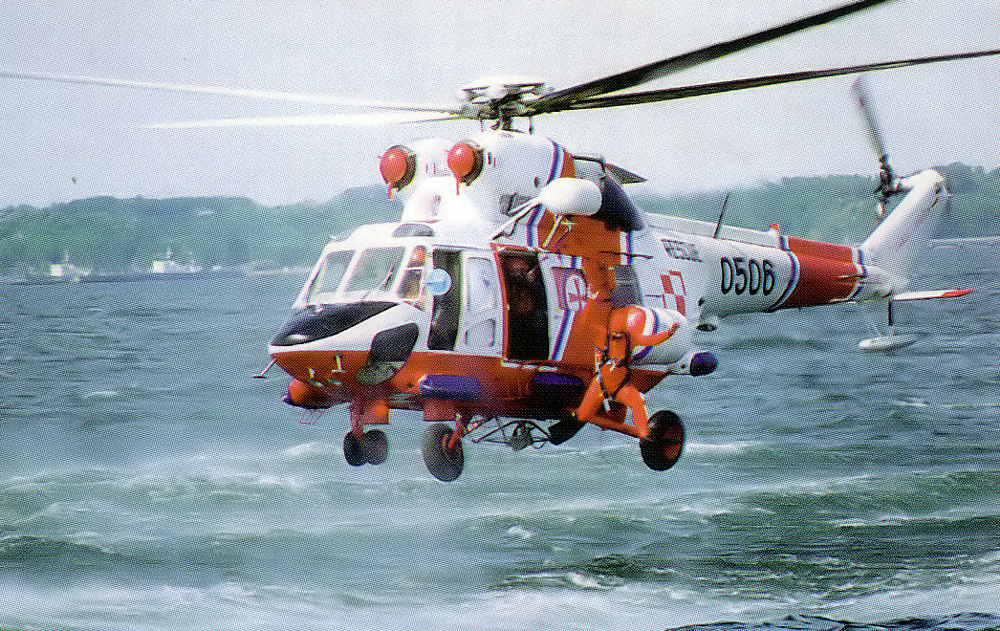
ポーランド海軍のW-3RMアナコンダ

- イラク - 新生イラク軍向けに2機が2006年に引き渡されたが、現在は2機ともポーランドへ返却。
- チェコ - 11機のW-3Aを受領。チェコは同機の代金代わりに、同国空軍の保有する10機のMiG-29を全機ポーランド空軍に引き渡した。
- ミャンマー - 13機を保有。
- フィリピン
- アルジェリア

警察、法執行機関
- ポーランド - 同国の警察及び国境警備隊が運用
- ドイツ - ザクセン州警察が運用
- アラブ首長国連邦 - 同国の構成国であるラアス・アル＝ハイマ首長国の警察が運用
- 大韓民国 - 大邱広域市及びChoong Namの消防局が運用

## 性能・主要諸元（W-3A）
- 乗員：1~2名
- 乗客：12名（標準型）
- 全長：14.21 m
- 主回転翼直径：15.70 m
- 全高：5.14 m
- 円板面積：193.6 m2
- 空虚重量：3.85 t
- 最大吊下重量：2.1 t
- 最大離陸重量： 6.4 t

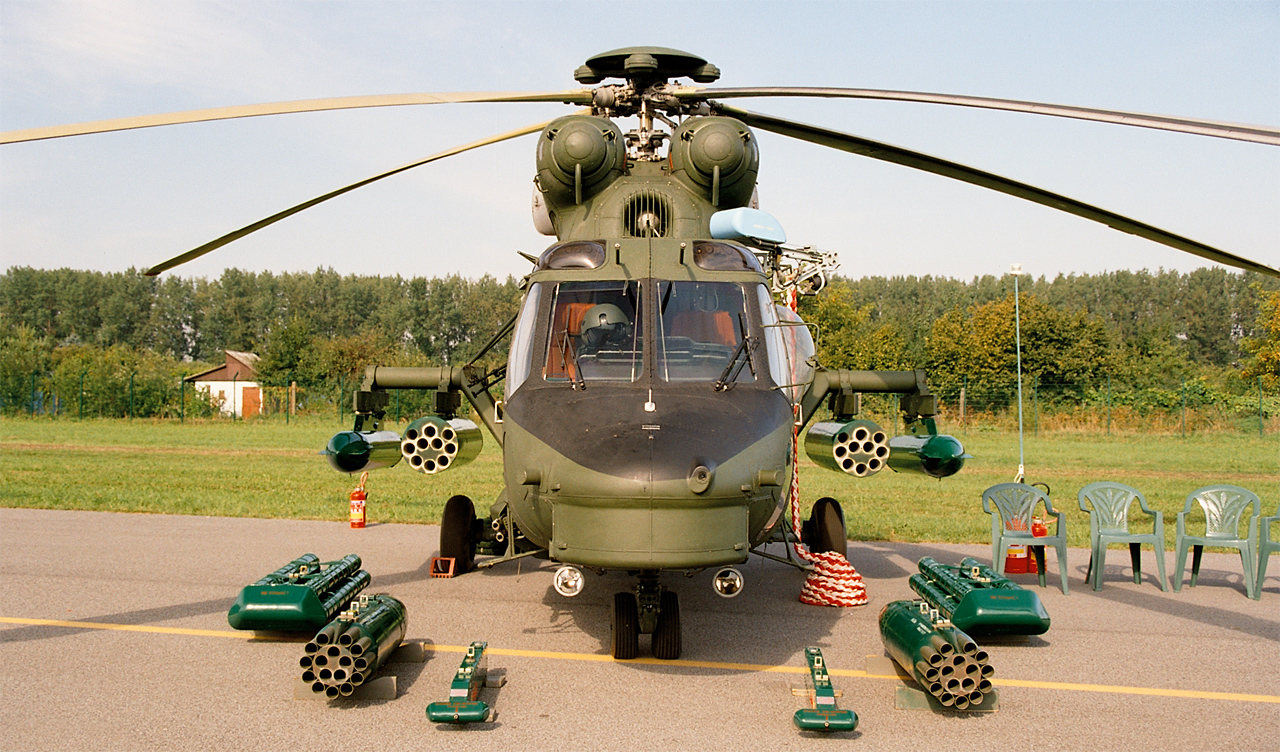
ポーランド陸軍のW-3Wソクウと前面に並べられた各種武装

- 発動機：WSKPZL ジェシュフ（Rzeszów） PZL-10Wターボシャフトエンジン（670 kW）x2基
- 超過禁止速度：260 km/h
- 巡航速度：234 km/h
- 航続距離：745 km
- 巡航高度：5,100 m
- 上昇率：10 m/sec